# Charlotta av Mecklenburg-Strelitz
Charlotta av Mecklenburg-Strelitz (engelska: Charlotte), född 19 maj 1744, död 17 november 1818, var drottning av Storbritannien som gift med Georg III av Storbritannien. Näst efter prins Philip, hertig av Edinburgh, har Charlotta varit regentgemål längst tid i Storbritanniens historia, 57 år och 70 dagar (1761–1818).

## Biografi

### Uppväxt
Charlotta var dotter till Karl Ludvig Fredrik av Mecklenburg-Strelitz och Elisabeth Albertina av Sachsen-Hildburghausen. Hon var syster till Adolf Fredrik IV av Mecklenburg-Strelitz, som 1752 hade ärvt tronen i hertigdömet Mecklenburg-Strelitz efter deras farbror, initialt under deras mors förmynderskap.

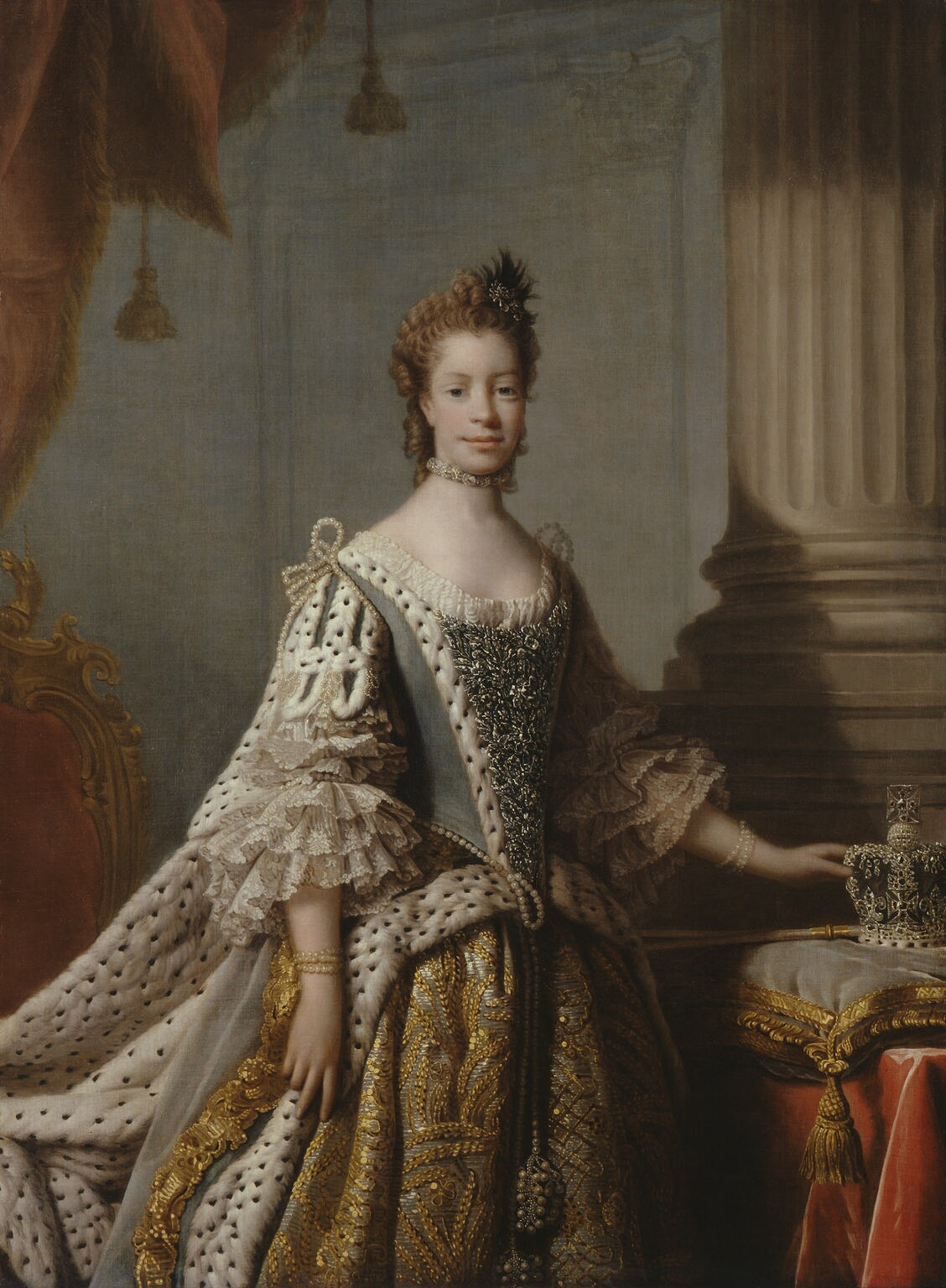
Charlotte av Mecklenburg-Strelitz, av Allan Ramsay.

Hon växte upp på herrgården Mirow, där familjen levde ett enkelt liv. Hon fick en god utbildning i botanik och naturhistoria, talade flera språk, var intresserad av musik och i övrigt uppfostrad till en husmor med tyngdpunkt på sömnad och hushållskunskaper.  Hennes uppväxt har jämförts med den en dotter till en vanlig godsägare fick, och familjen deltog sällan i representation.
Hon undervisades av en guvernant, Seltzer, och fick lära sig luthersk religion och moral av prästen Gentzner. Först då hennes bror besteg tronen och familjen flyttade till Strelitz fick hon en guvernant med högre utbildning, madame de Grabow. År 1760 ska Charlotta ha sänt ett brev till Fredrik den store, där hon bad honom att bespara Mecklenburg-Strelitz de härjningar hans armé hade utsatt det för under sjuårskriget.

### Äktenskap

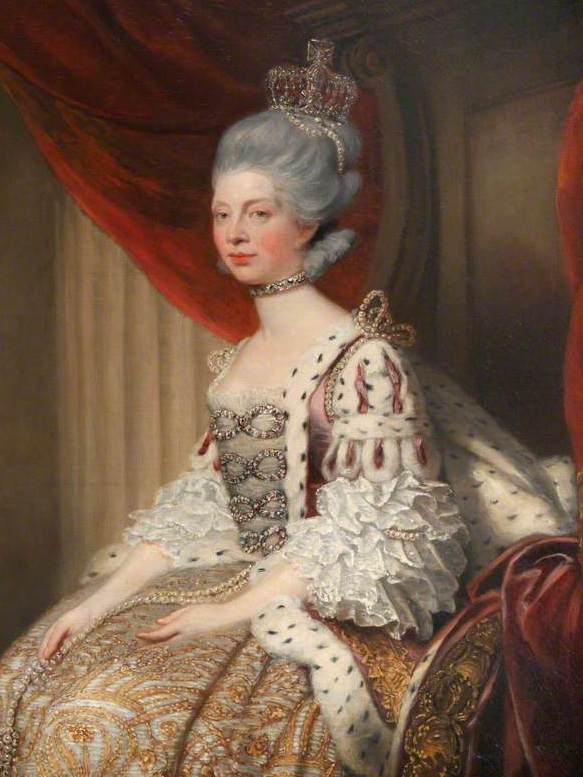
Drottning Charlotta, av sir Joshua Reynolds (1779).

Äktenskapet arrangerades av Georg III:s mor och rådgivaren lord Bute i samråd med ministrarna. Sedan flera rykten hade cirkulerat om förälskelser och giftermålsplaner med personer som ansågs olämpliga, såsom kväkaren Hannah Lightfoot och lady Sarah Lennox, ansågs det angeläget att ett ståndsmässigt äktenskap arrangerades så snabbt som möjligt för att förhindra ett "olämpligt" giftermål.
En brittisk agent, Graham, sändes då ut för att inspektera prinsessorna ur de små protestantiska tyska hoven och sända rapporter om dem, så att någon av dem kunde väljas ut till brud. Kungens mor föredrog en prinsessa av Braunschweig, och kungen själv en prinsessa av Hessen, men båda kandidaterna valdes bort som olämpliga. Charlotta blev slutligen utvald. Hennes mor och bror accepterade frieriet på grund av den status hon skulle få som drottning.
I juli 1761 framlade Georg III sitt beslut om äktenskap med Charlotta. I augusti samma år framfördes och accepterades frieriet av lord Harcourt, och 17 augusti ägde en vigsel per ombud rum i Strelitz med den brittiske ambassadören Drummond som representant för brudgummen. Hon eskorterades sedan av lord Harcourt till Stade vid kusten, där hon möttes av bland annat sina nya hovdamer, hertiginnorna Hamilton och Ancaster. Därefter fördes hon med ett brittiskt skepp över Nordsjön till Storbritannien, där hon anlände till Harwich 7 september.  Hon fick göra sitt högtidliga intåg i London samma dag, och fördes sedan direkt till St. James's Palace, där hon presenterades för kungen och hovet och vigdes vid Georg III i det kungliga kapellet vid midnatt 8 september. Den 22 september samma månad kröntes hon vid Georgs sida.

### Utseende och personlighet
Charlotta beskrevs inte som vacker, men som vänlig, dygdig, värdig och förnuftig och lämplig för sin framtida ställning som drottning. Hon kom senare att säga om sin ankomst till England: "Det engelska folket tyckte inte särskilt mycket om mig, eftersom jag inte var vacker".
Charlotta målades flera gånger av Allan Ramsay, som var abolitionist, och det sades att han med avsikt framhävde hennes så kallade "mulattdrag" i sina porträtt av henne som ett led i sitt arbete som abolitionist. Det har framkommit genom forskning av dagens genealoger, att hon var ättling till Alfons III av Portugal, som år 1249 fick sonen Martin tillsammans med sin moriska älskarinna, Madalena Gil.
Charlotta beskrivs som en effektiv arbetsgivare, med god kontroll över hovets hushåll. Till hennes favoriter bland hovdamerna räknas lady Elizabeth Harcourt, lady Charlotte Finch, Elizabeth Hamilton, 1st Baroness Hamilton of Hameldon, och Fanny Burney. Till utseendet beskrivs hon som alldaglig, inte attraktiv men graciös och värdig, som person som mild, vänlig och välbalanserad och med en vältränad konversationsförmåga. Hon föredrog att leva ett tillbakadraget privatliv tillägnat familjen och hemmet, och beskrivs som sparsam och ordningsam.

### Drottning

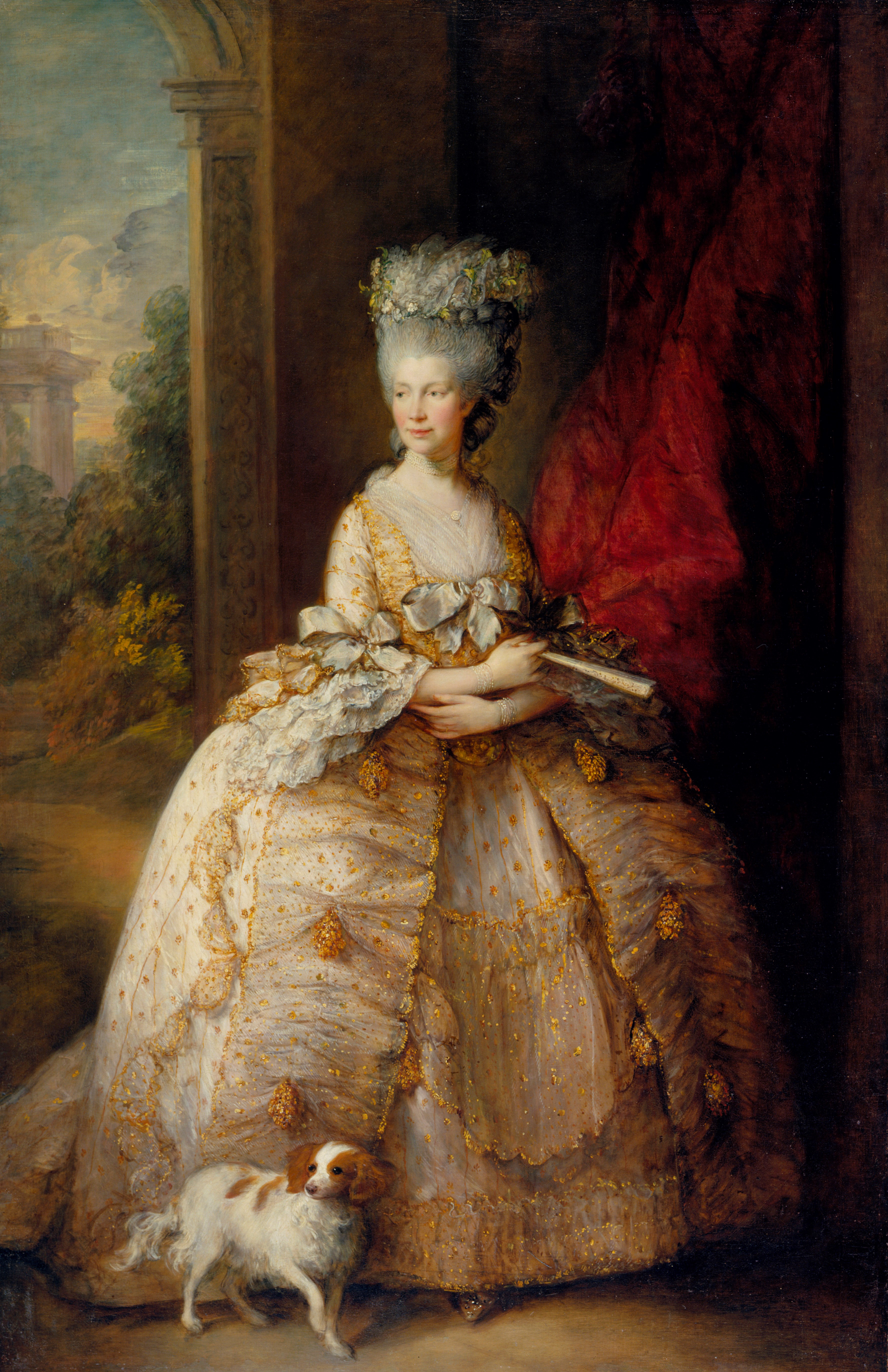
Charlotta av Mecklenburg-Strelitz, av Thomas Gainsborough (1781).

Under sina första år i England hade Charlotta en svår konflikt med sin svärmor, som försökte isolera henne från att skapa ett kontaktnät i England genom att hänvisa till hovetiketten. Svärmodern utsåg en stor del av Charlottas brittiska hovpersonal, bland vilka flera, som Pascal och Dashwood, misstänktes för att fungera som spioner med uppgift att lämna rapporter om hennes liv till hennes svärmor.
När hon isolerades från sin brittiska uppvaktning tydde hon sig till de tyskar hon fått ta med sig, vilket gjorde att hon anklagades för att hålla sig med favoriter; konflikten kring hennes kammarfru Juliane von Schwellenberg är den mest kända. Svärmodern ogillade också hennes intresse för kortspel, och det var inte förrän 1768 hon lyckades genomdriva vanan att spela kort utan insatser vid hovet. Maken tog aldrig hennes parti mot sin mors utan utgick ifrån att hans mor hade rätt. Relationen mellan Charlotta och Georg beskrivs däremot som lycklig och maken ska aldrig ha varit otrogen mot henne.
Efter födseln av tronarvingen 1762 levde familjen privatliv i Buckingham House. St. James's Palace fungerade som deras officiella residens för formell representation.
Som drottning var Charlotta aktiv inom flera områden. 1769 var hon till exempel noga med att öppet stödja den brittiska textilindustrin genom att bära engelska kläder. Hon var aktiv som en mecenat för konst; Johann Christian Bach var hennes musiklärare, Wolfgang Amadeus Mozart skrev sitt opus 3 för henne då de möttes 1764, och Joseph Haydn var hennes gäst 1794. Hon var också en intresserad amatörbotanist och medverkade till grundläggandet av Kew Gardens; en sydafrikansk blomma fick namnet Strelitzia reginae (papegojblomma) efter henne. Hon grundade barnhem, sjukhus och stödde utbildning för kvinnor. Charlotta brevväxlade också med Marie-Antoinette och sägs ha förberett gästrum åt henne under franska revolutionen.
Charlotta intresserade sig också för tysk politik och höll sig politiskt uppdaterad, något som blir tydligt i hennes brevväxling med brodern Karl, som mellan 1776 och 1783 var guvernör i den brittiska besittningen Hannover i Tyskland. Hon använde sin närhet till Georg III för att hålla sig politiskt underrättad och göra rekommendationer för ämbeten. Hon tycks ha varit aktiv i att understödja karriärer och påverka tillsättandet av poster, men hennes påverkan var inte direkt. 1779 bad hon exempelvis Karl att vara noga med att bränna hennes brev, eftersom kungen nyligen hade sagt att han misstänkte att den person hon nyss hade rekommenderat för en tjänst befann sig under kontroll av en kvinna som sålde befattningar. Hon engagerade sig 1778 i det Bayerska tronföljdskriget, och det anses möjligt att hon påverkade kungen att gå med i kriget 1785. Med tiden kom hon att utöva en del inflytande över kungen, och hon ansågs inte missbruka det.

#### Kungens sjukdom
År 1765 inträffade en kris, då kungen insjuknade och blev oförmögen att regera. Hans mor och Lord Bute hemlighöll då hans tillstånd för Charlotta. När kungen tillfrisknade, upprättades ett dokument som föreskrev hur landet skulle regeras i det fall kungen blev oförmögen, en så kallad Regency Bill. Trots opposition blev Charlotta snarare än hennes svärmor förklarad för tillförordnad regent i kungens ställe om något liknande skulle inträffa igen.

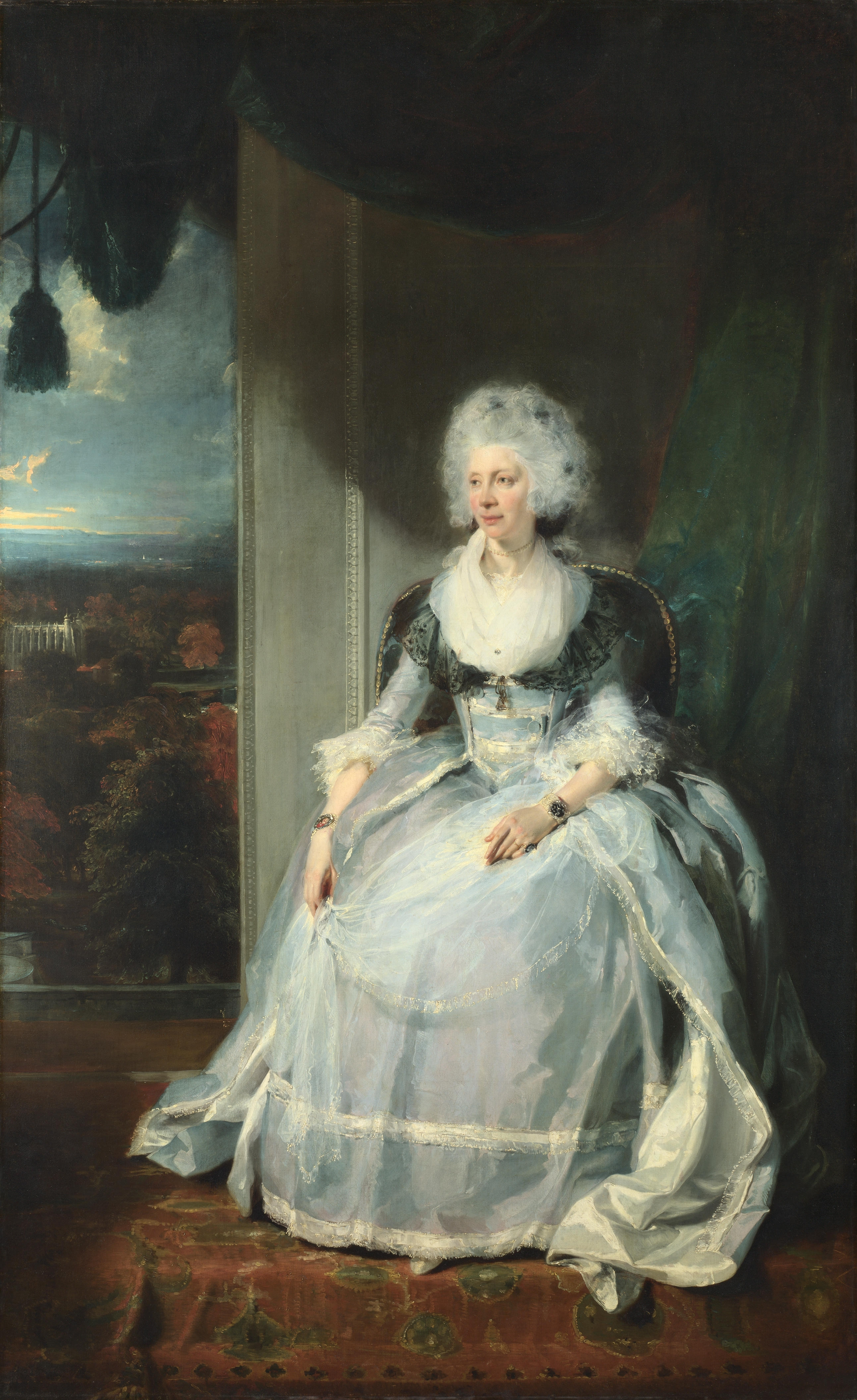
Charlotta, av sir Thomas Lawrence (1789).

Hösten 1788 insjuknade kungen i en psykisk sjukdom, något som satte Charlotta under stark mental stress. När han 5 november 1788 kollapsade och attackerade sin son tronarvingen prinsen av Wales fysiskt under en middag, drabbades Charlotta av hysteri. Hon blev rädd för att lämnas ensam med kungen och såg till att få ett eget sovrum att tillbringa natten i. Medan hon var där tillkallades doktor Warren, som sedan lämnade slottet igen utan att ha talat med henne. När kronprinsen meddelade henne att kungen skulle förflyttas till Kew Palace för att behandlas av Warren, medan hon borde separeras från honom och bosätta sig i Queens House eller Windsor Castle, insisterade hon framgångsrikt på att få följa med kungen till Kew. Hon och hennes döttrar fördes dit samma dag, men separat från kungen, och hade tillstånd att besöka honom. Besöken var häftiga, eftersom kungen hade en benägenhet att förlora behärskningen då han såg anhöriga, och enligt läkarna brukade omfamna dem häftigt och vägra att släppa dem.
Under denna tid förekom en konflikt mellan Charlotta och kronprinsen, som båda misstänktes för att vilja utnyttja situationen för att gripa makten som tillförordnade regenter i det fall kungen blev omyndigförklarad. Charlotta misstänkte kronprinsen för att omyndigförklara kungen i konspiration med doktor Warren, och sedan förklara sig för regent. Hon blev själv utsatt för misstankar av kronprinsens anhängare, ledda av Sir Gilbert Ellis, för att i konspiration med doktor Willis och premiärminister Pitt vilja friskförklara kungen tillfälligt. Detta skulle enligt misstankarna ske i syfte att få honom att utnämna henne till regent och därefter omyndigförklara honom. Enligt Warren hade doktor Willis försökt pressa honom att utfärda ett friskhetsintyg för kungen på drottningens order.
Den så kallade Regency Bill 1789 gjorde kronprinsen till regent i det fall kungen skulle bedömas vara oförmögen, men den placerade kungen, hans hushåll och omyndiga barn under drottningens förmynderskap, vilket i realiteten gav henne makt över hur kungens tillstånd framställdes. Hon använde detta för att förvägra kronprinsen ett möte med kungen. Våren 1789 friskförklarades kungen innan en förmyndarregering hann komma till stånd. Hon vägrade dock fortfarande att låta kronprinsen få träffa kungen i enrum.
Hela denna konflikt ledde till en brytning mellan drottningen och kronprinsen, som konfronterade varandra i ett våldsamt gräl. Kronprinsen anklagade henne för att ha ställt sig på hans fienders sida, medan hon anklagade honom för att vara kungens fiende. Detta demonstrerades när hon vägrade bjuda in kronprinsen och hans yngre bror, hertigen av York, till den konsert hon höll för att fira kungens tillfrisknande, med hänvisning till att de inte hade varit på sina föräldrars sida under sjukdomen. Denna konflikt ledde till en skandal.
Strax därpå var York nära att bli indragen i en duell med en löjtnant Lennox, som han misstänkte för att tillhöra drottningens "hovparti". För att förhindra duellen försökte kronprinsen möta kungen i enrum, och när denne sade att han måste fråga drottningen om det gick bra, togs detta som ett exempel på att hennes maktambitioner. Även det faktum att hon visade Lennox många tecken på välvilja mot sin son under denna tid uppmärksammades. Kronprinsen ställde kort därefter till skandal på en hovbal; då han tillsammans med sin äldsta syster deltog i en kontradans, avbröt han som en markering den då det blev hans systers tur att dansa med Lennox, något som tvingade drottningen att bryta balen. Kungens sjukdom ska ha fått henne att åldras kraftigt, och hon ska bland annat ha blivit gråhårig. Drottningen och kronprinsen försonades slutligen i mars 1791 på hennes initiativ.
Efter sin sjukdom 1788–1789 var kungen ständigt psykiskt ömtålig, och kunde lätt återfalla i sjukdom genom alltför häftig sinnesrörelse. Pressen att förhindra detta ska ha försatt Charlotta under ständig stress. I februari 1801 drabbades kungen återigen av en tillfällig sjukdomsattack, under vilken kronprinsen ska ha behandlat henne fientligt. Från 1804 uppvisade kungen en allt sämre psykisk hälsa, och Charlotta sov därefter i ett separat sovrum, åt sina måltider separat och träffade honom aldrig i enrum. I denna familjekonflikt valde hon, hennes döttrar Augusta och Elizabeth och hennes söner Clarence, Kent och Sussex att ställa sig på kronprinsens sida, medan sönerna York, Cumberland och Cambridge samt de yngre döttrarna valde kungens.

#### Prinsregentens tid
År 1811 blev kungen slutligen permanent psykiskt sjuk och ställdes under hennes förmyndarskap, medan kronprinsen blev prinsregent. I samband med det fick prinsregenten också rätt att bestämma över hovets organisation. Han gav då var och en av sina systrar var sitt eget hov och egna underhåll, vilket gjorde att Charlotta inte längre hade sällskap av sina döttrar. Efter 1813 besökte hon inte längre kungen, som också isolerades av sin övriga familj som var rädd för hans oförutsägbara utbrott. Hon tog sin sons parti under dennes skilsmässa, och övervakade sin sondotters, tronföljaren prinsessan Charlotta, uppfostran.
Eftersom prinsregenten levde separerad från sin maka, fick Charlotta även under sin sons regeringstid fortsätta att sköta representationen som första dam och stå värdinna för offentliga mottagningar, till exempel de festligheter som firades i London med anledning av segern över Napoleon I år 1814. Hon fortsatte därmed vara en offentlig person under hela sitt liv, men var under sina sista år impopulär och attackerades vid ett antal tillfällen av demonstranter. Efter att ha närvarat vid en mottagning i London 29 april 1817, attackerades hon av demonstranter då hon skulle ge sig av, och blev vid detta tillfälle nästan lynchad. Hon ska dock ha behållit sin fattning och sagt till dem på dålig engelska, att det var upprörande att hon blev behandlad på detta sätt efter så lång tjänstgöring.
Charlotta avled 17 november 1818, hållande kronprinsens hand och sittande i en karmstol i Kew. Hon begravdes i St. George's Chapel, Windsor.

## Eftermäle
Fram till 2010 hette ögruppen Haida Gwaii i Stilla havet Queen Charlotte Islands och var uppkallad efter henne.

## Barn

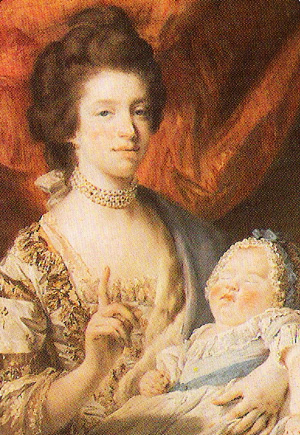
Charlotta av Mecklenburg-Strelitz med sonen Edward. Målning av Francis Cotes, 1767.

1. Georg IV av Storbritannien, 1762–1830
2. Fredrik, hertig av York och Albany, 1763–1827
3. Vilhelm IV av Storbritannien, 1765–1837
4. Charlotte av Storbritannien, 1766–1828
5. Edward av Kent, 1767–1820 (far till drottning Viktoria)
6. Augusta Sofia av Storbritannien, 1768–1840
7. Elisabet av Storbritannien, 1770–1840
8. Ernst August I av Hannover, 1771–1851
9. August Fredrik, hertig av Sussex, 1773–1843
10. Adolf, hertig av Cambridge, 1774–1850
11. Maria, hertiginna av Gloucester och Edinburgh, 1776–1857, g.m. William Frederick, hertig av Gloucester
12. Sofia av Storbritannien, 1777–1848
13. Octavius, 1779–1783
14. Alfred, 1780–1782
15. Amalia av Storbritannien, 1783–1810